# Akwa Ibom

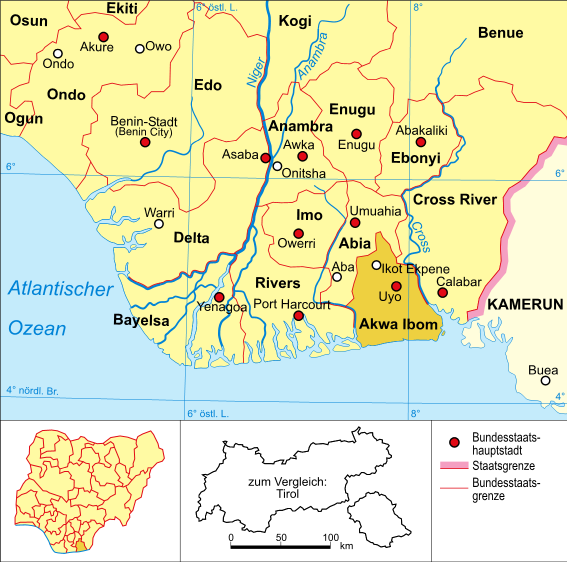
Lage von Akwa Ibom in Nigeria

Akwa Ibom ist ein Bundesstaat des westafrikanischen Landes Nigeria mit der Hauptstadt Uyo, die mit etwa 750.000 Einwohnern (2012) auch die größte Stadt des Bundesstaates ist.

## Geografie
Der Bundesstaat liegt im Süden des Landes und grenzt im Norden und Nordwesten an den Bundesstaat Abia, im Süden an den Atlantik, im Südwesten an den Bundesstaat Rivers und im Osten an den Bundesstaat Cross River.

## Bevölkerung
Hier sind die Ethnien Ibibio, Anang, Oron, Eket, Ibeno und Mbo verbreitet.

## Geschichte
Der Bundesstaat wurde am 23. September 1987 aus einem Teil des Bundesstaates Cross River gebildet. Erster Gouverneur war zwischen September 1987 und Juli 1988 Jonathan Ogbeha. Gegenwärtiger Gouverneur ist seit 2015 Udom Gabriel Emmanuel.

### Liste der Gouverneure und Administratoren
- Tunde Ogbeha (Administrator 1987–1988)
- Godwin Abbe (Administrator 1988–1990)
- Idongesit Nkanga (Administrator 1990–1992)
- Akpan Isemin (Gouverneur 1992–1993)
- Yakubu Bako (Administrator 1993–1996)
- Joseph Adeusi (Administrator 1996–1998)
- John Ebiye (Administrator 1998–1999)
- Victor Attah (Gouverneur 1999–2007)
- Godswill Akpabio (Gouverneur 2007–2015)
- Udom Gabriel Emmanuel (Gouverneur 2015–)

## Verwaltung
Der Staat gliedert sich in 31 Local Government Areas. Diese sind: Abak, Eastern Obolo, Eket, Esit-Eket, Essien-Udim, Etim-Ekpo, Etinan, Ibeno, Ibesikpo-Asutan, Ibiono-Ibom, Ika, Ikono, Ikot-Abasi, Ikot-Ekpene, Ini, Itu, Mbo, Mpkat-Enin, Nsit-Atai, Nsit-Ibom, Nsit-Ubuim, Obot-Akara, Okobo, Onna, Oron, Oruk-Anam, Udung-Uko, Ukanafun, Uruan, Urue-Offong-Oruko und Uyo.

## Wirtschaft
Akwa Ibom ist mit einer Vielzahl an Bodenschätzen ausgestattet. Diese sind unter anderem: Erdöl, Kalkstein, Lehm, Erdgas, Salz, Kohle und Nitrat. Der Bundesstaat ist der drittgrößte Produzent von Erdöl in Nigeria. Hier ist die Operationsbasis von ExxonMobil.
An landwirtschaftlichen Erzeugnissen werden Kokosnüsse, Kautschuk, Kakao, Reis, Maniok, Yams, Bananen und Mais angebaut, in der Forstwirtschaft Bauholz produziert.
Unter der Regierung des aktuellen Gouverneurs, Dr Goodswill Akpabio kommt es in Uyo und Akwa Ibom zu einem ökonomischen Aufschwung wie kaum in einem anderen Bundesland in Nigeria. 2014 gibt es mehrere große Bauprojekte: Internationale Hotelprojekte, den Bau eines Fußballstadions.  Ein internationales Krankenhaus mit 500 Betten sowie der Ausbau des Flughafens stehen vor dem Abschluss. Noch in Planung ist ein Tiefseewasserhafen.
Die Straßen gelten außerhalb Abuja und Lagos als die besten.

## Sicherheit
Entgegen vielen Informationen ist Akwa Ibom, insbesondere Uyo verhältnismäßig sicher. Seit Jahren gab es keine gewalttätigen Übergriffe gegen Ausländer mehr. So ist man als Fremder oder Ausländer in den größeren Städten auch ohne Sicherheitspersonal oder Polizei problemlos unterwegs (mit Fahrer). Auch sind in Uyo z. B. Einkäufe im Supermarkt oder Besuche auf den Märkten, Kino, ETC ohne Probleme und Begleitung möglich. Während der Nachtstunden sollten allerdings Überlandfahrten nur mit Sicherheitspersonal oder MoPol erfolgen.

## Söhne und Töchter
- Samuel Peter (* 1980), Profiboxer
- Cynthia Uwak (* 1986), Fußballspielerin
- Gift Monday (* 2001), Fußballspielerin